# Portrait de jeune femme (Gérôme)
Pour les articles homonymes, voir Portrait de jeune femme.
Portrait de jeune femme est une peinture de l'artiste français Jean-Léon Gérôme. Réalisé vers 1850, cette peinture à l'huile sur toile de format vertical ovale mesure 81,2 × 65,4 cm. Le tableau représente un portrait à mi-corps d’une femme. La peinture est exposée au musée des Beaux-Arts et d'Archéologie de Besançon.

## Description
Le portrait montre, de trois quarts et dans un décor neutre, une jeune femme inconnue, le visage marqué d'apathie, assise les bras croisés sur le ventre. Sur le manteau de cheminée, on peut voir un brûle-parfum. La jeune femme porte un camée au col de sa chemise, ainsi qu’une dormeuse comme boucle d'oreille. Une fine chaîne pend entre le camée et les doigts de sa main gauche, tandis que de l'autre, elle tient un mouchoir blanc.
Dans cette œuvre, signée en bas à gauche « J.L. Gérôme » sur le jambage de la cheminée, Gérôme est influencé par la manière d’Ingres. Réalisée au début de la carrière de Gérôme, il peut s’agir de la même jeune femme que celle représentée dans le Portrait de femme conservé au musée des beaux-arts  à Ottawa. Le tableau a été offert au musée par Pierre Petit en 1994.

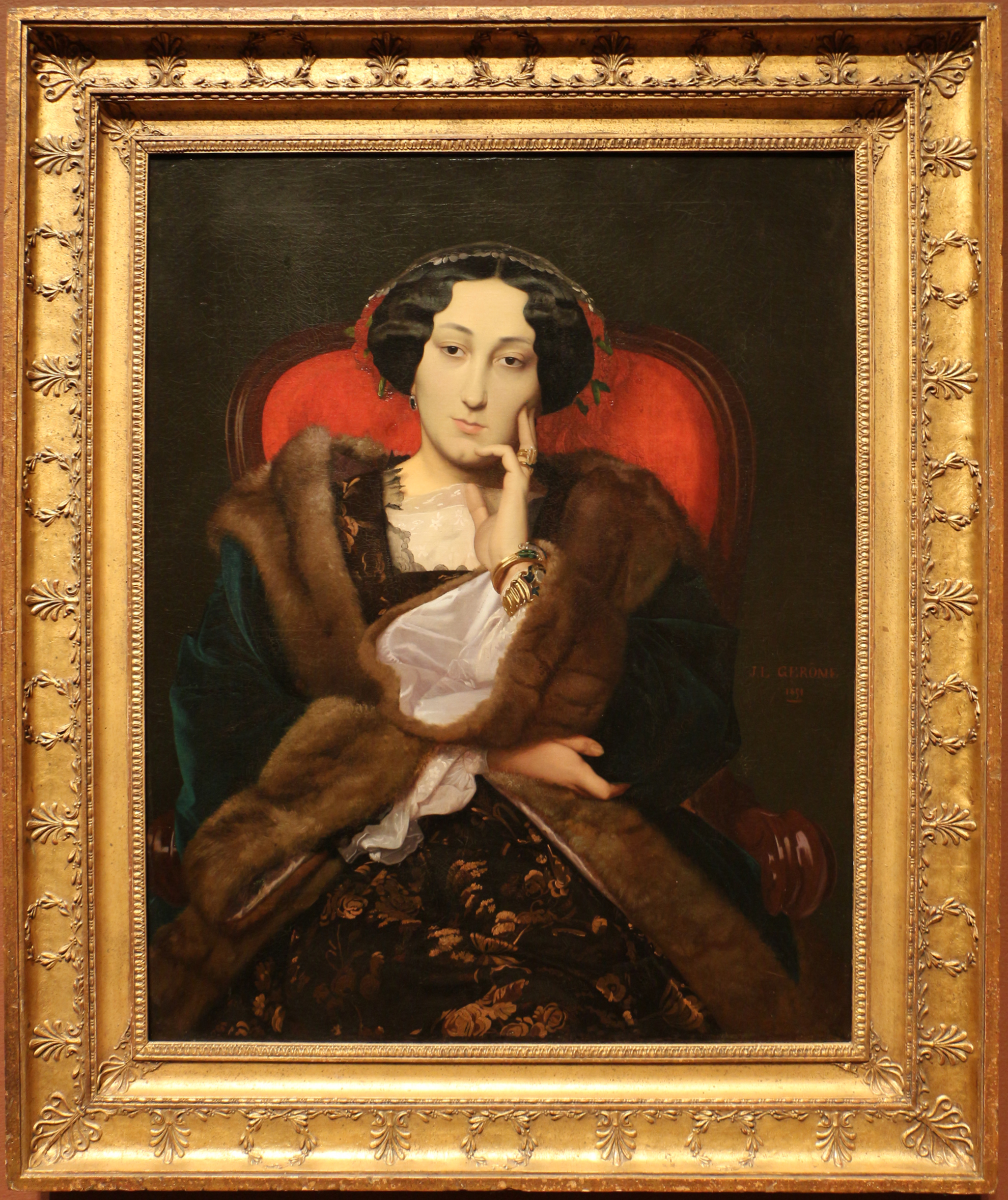
Portrait d’une femme.
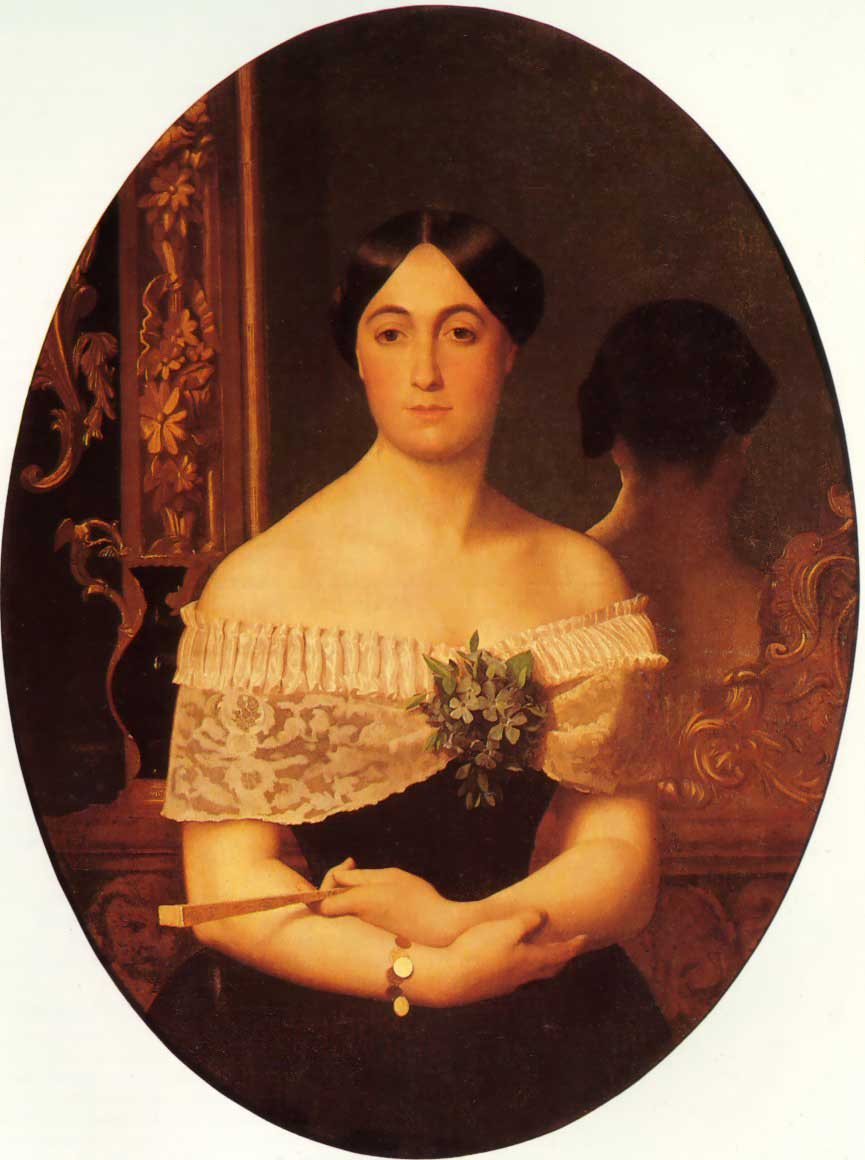
Portrait d’une lady.
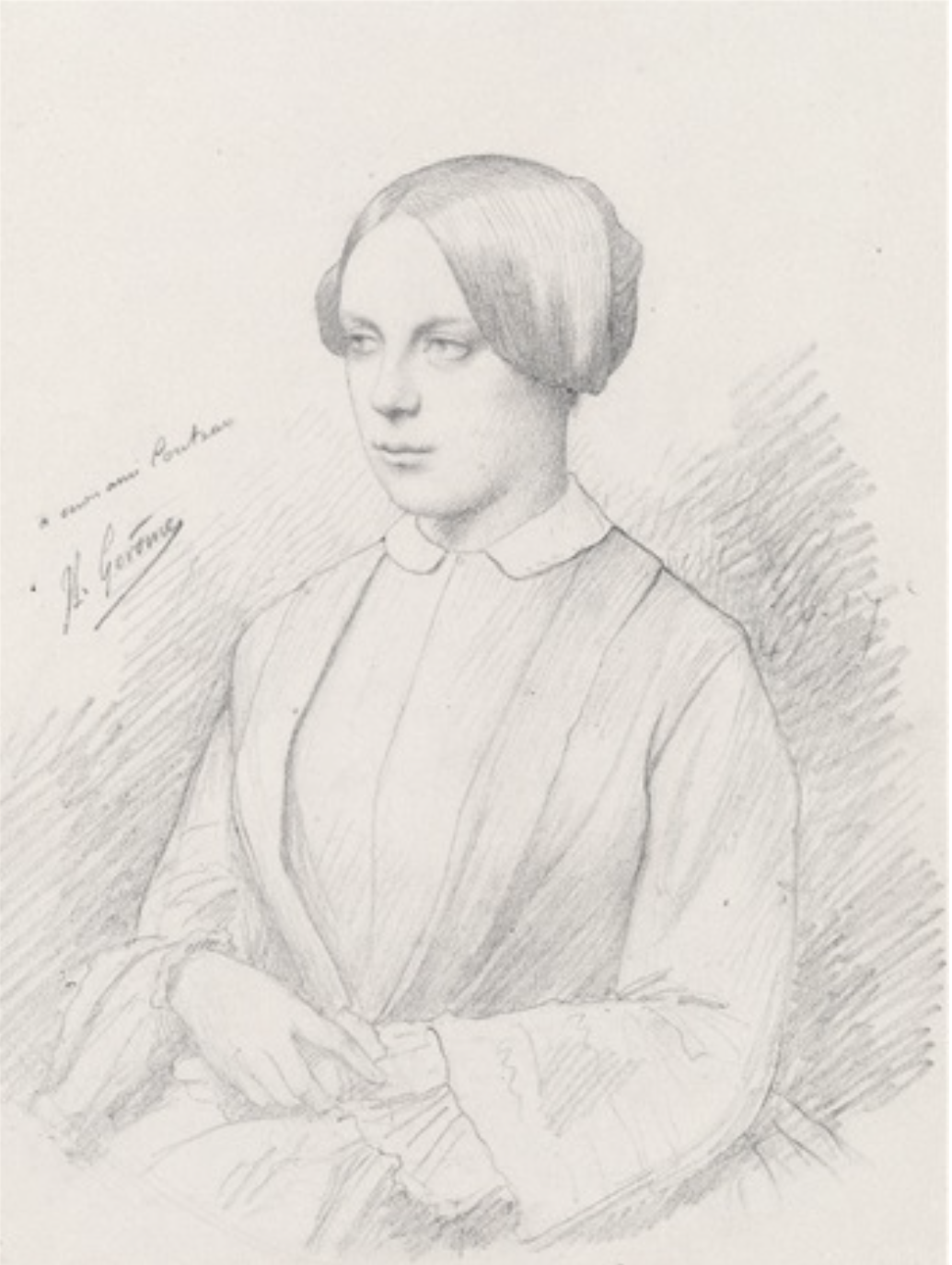
Dessin d’un portrait de femme.